# Limes (Dominik-Plangger-Album)
Limes ist das siebte Album des Sängers und Liedermachers Dominik Plangger aus dem Jahre 2024.

## Inhalt
Plangger schrieb neun der zwölf Lieder des Albums gemeinsam mit seiner Frau Claudia Fenzl, hinzu kommen Lieder von Francesco De Gregori, Sven Regener und Stephen Foster.

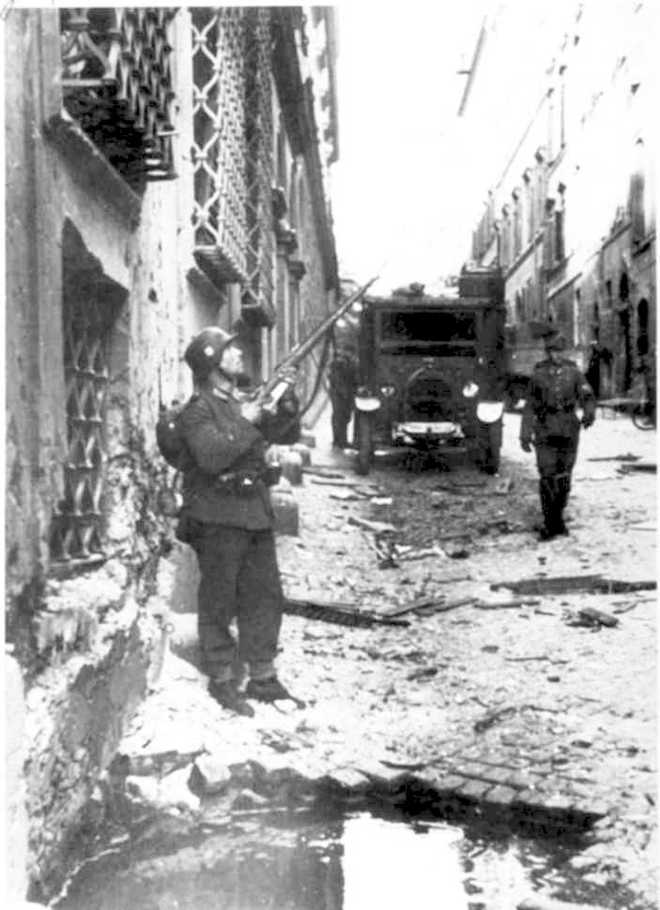
Deutsche Soldaten in der Via Rasella, unmittelbar nach dem Attentat in der Via Rasella vom 23. März 1944

Das zuvor bereits als Single veröffentlichte Via Rasella erzählt von einem Bombenanschlag in Rom im Jahr 1944. Planggers Urgroßvater mütterlicherseits war bei dem Attentat in der Via Rasella ums Leben gekommen. Der italienische Komponist Ennio Morricone war Zeuge dieses Attentats, das mit dem Massaker in den Ardeatinischen Höhlen am 24. März 1944 vergolten wurde. Plangger widmete das Lied Erna und Otto Moser. Mit Es wäart ollz wieder guat folgt ein Lied in seiner südtiroler Mundart, daran schließt sich das italienische Generale des Cantautore Francesco De Gregori an. Still wird das Echo sein ist eine Coverversion des Element-of-Crime-Songs.
Für Führer, Volk und Vaterland ist ein weiteres Antikriegslied. Als vorletztes Lied folgt das englische Hard Times Come Again No More von 1854.

## Titelliste
1. Halt mich – 4:40
2. Carnuntum – Für ein Zuhause ist es nie zu spät – 2:53
3. Einsam bin ich nicht – 3:48
4. Via Rasella – 2:55
5. Es wäart ollz wieder guat – 4:50
6. Generale (mit Camilla Guerrini)  – 4:16 (Francesco De Gregori)
7. Bodenleer – 4:00
8. Still wird das Echo sein – 3:08 (Text: Sven Regener, Musik; Friderichs, Pappik, Regener, Young)
9. Für Führer, Volk und Vaterland – 3:06
10. Die Frage wie’s weitergeht – 4:05
11. Hard Times Come Again No More – 4:01 (Stephen Foster)
12. Weihnachten mit dir – 3:40

## Produktion
Wie schon das Album Ansichtshalber entstand auch dieses mithilfe von  Crowdfunding.
Im Yellosubmarine Studio Kritzendorf führte Robin Gillard Aufnahme und Abmischung durch. Gemeinsam mit Plangger übernahm er auch die Arrangements und die Produktion, das String-Arrangement von Einsam bin ich nicht stammt von Claudia Fenzl. Für das Mastering war Werner Angerer verantwortlich. Layout und Design übernahm Tino Klissenbauer. Tin Trohar malte das Coverportrait, die Portraitfotos sind von Lukas Dostal.
Das Begleitheft enthält alle Texte Planggers/Fenzls, die auch auf seiner Website stehen, sowie Fotos aller beteiligten Musikerinnen und Musiker.